# Pardosa hortensis
Pardosa hortensis är en spindelart som först beskrevs av Tord Tamerlan Teodor Thorell 1872.  Pardosa hortensis ingår i släktet Pardosa och familjen vargspindlar. Inga underarter finns listade i Catalogue of Life.